# Martove, Rozdilna
Martove (în ucraineană Мартове) este un sat în comunei Novoborîsivka din raionul Rozdilna, regiunea Odesa, Ucraina. Anterior a purtat denumirea Blahoieve.

## Demografie
Componența lingvistică a localității Martove
     Ucraineană (80,19%)
     Rusă (12,08%)
     Română (4,35%)
     Bulgară (3,38%)
Conform recensământului din 2001, majoritatea populației localității Martove era vorbitoare de ucraineană (80,19%), existând în minoritate și vorbitori de rusă (12,08%), română (4,35%) și bulgară (3,38%).